# Sindaci di San Mauro Castelverde
Questo elenco riporta i responsabili dell'amministrazione civica del comune di San Mauro Castelverde della città metropolitana di Palermo.

## Regno delle Due Sicilie (1816-1861)
| Periodo | Periodo | Primo cittadino       | Partito | Carica                              | Note |
| ------- | ------- | --------------------- | ------- | ----------------------------------- | ---- |
| 1821    | 1824    | Tommaso Giallombardo  |         | Sindaco                             |      |
| 1824    | 1827    | Mariano Giannì        |         | Sindaco                             |      |
| 1827    | 1827    | Giovanni Giallombardo |         | Sindaco                             |      |
| 1828    | 1830    | Giuseppe Drago        |         | Sindaco                             |      |
| 1830    | 1833    | Tommaso Giallombardo  |         | Sindaco                             |      |
| 1834    | 1836    | Mauro Giallombardo    |         | Sindaco                             |      |
| 1837    | 1840    | Angelo Giaimo         |         | Sindaco                             |      |
| 1840    | 1840    | Mariano Agnello       |         | Sindaco                             |      |
| 1840    | 1843    | Salvatore Agnello     |         | Sindaco                             |      |
| 1843    | 1846    | Antonino Giordano     |         | Sindaco                             |      |
| 1846    | 1848    | Mauro Giannì          |         | Sindaco                             |      |
| 1848    | 1848    | Giorgio Turrisi       |         | Presidente Comitato Provvisorio     |      |
| 1848    | 1849    | Gioacchino Drago      |         | Presidente del Municipio            |      |
| 1849    | 1851    | Mauro Giannì          |         | Sindaco                             |      |
| 1851    | 1851    | Giuseppe Drago Murgia |         | Decurione con funzione di sindaco   |      |
| 1852    | 1852    | Mauro Zito            |         | Sindaco                             |      |
| 1853    | 1856    | Vincenzo Franco       |         | Sindaco                             |      |
| 1856    | 1859    | Giuseppe Drago Murgia |         | Sindaco                             |      |
| 1860    | 1860    | Mauro Giannì          |         | Presidente del Comitato provvisorio |      |
| 1860    | 1860    | Gioacchino Drago      |         | Presidente Municipio                |      |
| 1860    | 1860    | Mauro Giannì          |         | Presidente Municipio                |      |

## Regno d'Italia (1861-1946)
| Periodo | Periodo | Primo cittadino       | Partito | Carica                          | Note |
| ------- | ------- | --------------------- | ------- | ------------------------------- | ---- |
| 1861    | 1864    | Giuseppe Calascibetta |         | Sindaco                         |      |
| 1865    | 1865    | Mauro Cassata         |         | Sindaco                         |      |
| 1865    | 1868    | Mauro Zito            |         | Sindaco                         |      |
| 1868    | 1869    | Nicolò Agnello        |         | Sindaco                         |      |
| 1870    | 1872    | Giuseppe Pace Turrisi |         | Sindaco                         |      |
| 1873    | 1874    | Vincenzo Zito         |         | Sindaco                         |      |
| 1877    | 1894    | Mauro Leonarda        |         | Sindaco                         |      |
| 1894    | 1894    | Giacomo Amato         |         | Commissario prefettizio         |      |
| 1894    | 1894    | Tommaso Alati         |         | Sindaco                         |      |
| 1896    | 1896    | Mauro Leonarda        |         | Sindaco                         |      |
| 1896    | 1896    | Vincenzo Giannì       |         | Sindaco                         |      |
| 1896    | 1903    | Orazio Marco          |         | Sindaco                         |      |
| 1903    | 1905    | Giuseppe Zito         |         | Sindaco                         |      |
| 1905    | 1908    | Orazio Marco          |         | Sindaco                         |      |
| 1908    | 1909    | Giuseppe Zito         |         | Sindaco                         |      |
| 1910    | 1915    | Orazio Marco          |         | Sindaco                         |      |
| 1915    | 1915    | Giuseppe Zito         |         | Sindaco                         |      |
| 1916    | 1918    | Giuseppe Giaimo       |         | Sindaco                         |      |
| 1919    | 1920    | Giuseppe Zito         |         | Sindaco                         |      |
| 1920    | 1920    | Gaetano Russo         |         | Commissario                     |      |
| 1920    | 1920    | Sebastiano Longo      |         | Commissario                     |      |
| 1921    | 1924    | Antonio Farinella     |         | Sindaco                         |      |
| 1924    | 1924    | Luigi La Costa        |         | Regio Commissario straordinario |      |
| 1924    | 1924    | Carlo Ventura         |         | Commissario                     |      |
| 1926    | 1931    | Felice Solari         |         | Podestà                         |      |
| 1931    | 1931    | Felice Solari         |         | Commissario prefettizio         |      |
| 1932    | 1934    | Giovanni Marco        |         | Sindaco                         |      |
| 1935    | 1936    | Gioacchino Drago      |         | Commissario prefettizio         |      |
| 1937    | 1937    | Antonio Sarrica       |         | Podestà                         |      |
| 1937    | 1937    | Gioacchino Sarrica    |         | Commissario prefettizio         |      |
| 1938    | 1938    | Gaetano Sarrica       |         | Commissario prefettizio         |      |
| 1938    | 1938    | Giovanni Marco        |         | Commissario prefettizio         |      |
| 1939    | 1939    | Mauro Castelli        |         | Commissario prefettizio         |      |
| 1939    | 1939    | Francesco Catalisano  |         | Commissario prefettizio         |      |
| 1939    | 1940    | Mauro Castelli        |         | Podestà                         |      |
| 1940    | 1942    | Mariano Giannì        |         | Commissario prefettizio         |      |
| 1942    | 1942    | Mauro Castelli        |         | Podestà                         |      |
| 1943    | 1945    | Mauro Giaimo          |         | Sindaco                         |      |

## Repubblica italiana (1946-oggi)
| Periodo        | Periodo        | Primo cittadino     | Partito      | Carica                    | Note  |
| -------------- | -------------- | ------------------- | ------------ | ------------------------- | ----- |
| 1946           | 1946           | Angelo Franco       |              | Commissario prefettizio   |       |
| 1946           | 1952           | Liborio Pace        |              | Sindaco                   |       |
| 1952           | 1952           | Placido Zito        |              | Sindaco                   |       |
| 1955           | 1955           | Giorgio Milone      |              | Commissario prefettizio   |       |
| 1956           | 1964           | Mariano Farinella   |              | Sindaco                   | [ 3 ] |
| 1964           | 1970           | Tommaso Marguglio   |              | Sindaco                   |       |
| 1970           | 1975           | Mariano Farinella   |              | Sindaco                   |       |
| 1975           | 1977           | Giovanni Russo      |              | Commissario EE. LL.       |       |
| 1977           | 1982           | Arcangelo D'Antonio |              | Sindaco                   |       |
| 1982           | 26 giugno 1992 | Gregorio Silvestri  | PCI          | Sindaco                   | [ 4 ] |
| 26 giugno 1992 | 17 giugno 1996 | Mauro Cascio        | DC           | Sindaco                   |       |
| 17 giugno 1996 | 17 aprile 2000 | Gregorio Silvestri  | Lista civica | Sindaco                   |       |
| 17 aprile 2000 | 1º giugno 2010 | Mauro Cascio        | Lista civica | Sindaco                   | [ 5 ] |
| 1º giugno 2010 | 1º giugno 2015 | Mario Azzolini      | Lista civica | Sindaco                   |       |
| 2 giugno 2015  | 11 marzo 2024  | Giuseppe Minutilla  | Lista civica | Sindaco                   | [ 6 ] |
| 11 marzo 2024  | in carica      | Salvina Cirnigliaro |              | Commissario straordinario |       |